# Sitno (gmina w guberni siedleckiej)
Sitno – dawna gmina wiejska na Lubelszczyźnie. Siedzibą władz gminy było Sitno.
Gmina Sitno była jedną z 15 gmin wiejskich powiatu radzyńskiego guberni siedleckiej. Jednostka należała do sądu gminnego okręgu IV w Białej. W jej skład wchodziły wsie Borki, Izabelin, Lichty, Maruszowiec, Ossówno, Sitno, Starawieś, Tchórzówek i Wrzosów. Gmina miała 7999 mórg obszaru i liczyła 1754 mieszkańców (1867 rok). 
Brak informacji czy gmina Sitno weszła w skład woj. lubelskiego w 1919 roku, czy też została zniesiona przed przejściem jej obszaru pod zwierzchnictwo polskie. W wykazie z 1921 roku obszar zniesionej gminy Sitno wchodzi już w skład gminy Biała z siedzibą w Białej.
W 1973 utworzono gminę Borki, której obszar jest w dużej mierze zbliżony do obszaru gminy Sitno.